# Герб комуни Алінгсос
Герб комуни Алінгсос (швед. Alingsås kommunvapen) — символ шведської адміністративно-територіальної одиниці місцевого самоврядування комуни Алінгсос. 

## Історія
Від XVII століття місто Алінгсос використовувало герб. Він фігурує на печатці з 1634 року, а у королівському привілеї 1639 року подано опис герба. 

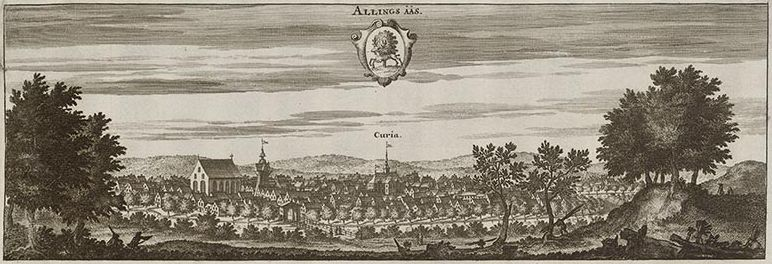
Герб на гравюрі з панорамою міста Алінгсос (близько 1700 р.)

Сучасний дизайн герба було розроблено також для міста Алінгсос. Він отримав королівське затвердження 1953 року.    
Після адміністративно-територіальної реформи, проведеної в Швеції на початку 1970-х років, муніципальні герби стали використовуватися лишень комунами. Цей герб був 1971 року перебраний для нової комуни Алінгсос.
Герб комуни офіційно зареєстровано 1974 року.

## Опис (блазон)
У срібному полі з зеленої основи виростає такий же дуб з жолудями, перед яким крокує червоний олень з золотими рогами і копитами.

## Зміст
Сюжет герба походить з печатки XVII століття. Цей регіон був відомий своїми дубовими лісами, в яких водилося багато оленів.     